# きのせひかる
きのせひかる（1989年10月31日 - ）は、日本のタレント。大阪府出身。松竹芸能所属。

## 来歴・人物
6歳からジャズダンスとストリートダンスを始めて、小学生の頃はキッズモデル、高校生までは劇団に所属して数々の舞台に出演する。職種を選ばず様々なことに挑戦して司会･リポーター・オートバイ関連作品
を中心に活動している。
2019年に、探偵!ナイトスクープに依頼者として出演している。「きのせ」は母方祖母の姓。極度の近眼。
2021年秋に結婚を発表し、2022年に第一子妊娠を報告。同年2月26日に長女を出産した。

## 出演

### レギュラー出演

#### テレビ
- Like a Wind（2006年 - 、サンテレビ）リポーター [5]
- サンぷん!（2018年 - 、サンテレビ）司会 [6]
- 熱血!トライあんぐる（2017年 - 、J:COM）司会 [7]
- ジモスポ（J:COM）リポーター [8][9]
- Good Life!（2018年7月 - 、ZTV）リポーター [10]
- 6wakaイブニング（テレビ和歌山）水曜日中継リポーター

#### ラジオ
- 松原晋啓のクマ社長よりBUZZを込めて（2020/9/5 - 、京都放送）

### 過去

#### テレビ
- あっぷ&UP!（関西テレビ）
- ごきげんライフスタイル よ〜いドン!（関西テレビ）
- S-コンセプト（関西テレビ）
- 歴史街道（朝日放送）
- ジェイコムアワー 街ネタ天国（2011年 - 2017年、J:COM）アシスタント [11]
- それいけ!大阪プロレス（2011年、スカイA）アシスタント [12]
- もらえるどっとTV（2011年 - 2014年、KBS京都、J:COM）アシスタント [13]
- Cafe du Cinema（2011年 - 2016年、石川テレビ）リポーター
- DONちち!（2013年 - 2018年、テレビ岸和田）アシスタント
- モテモテかんぱにーR25（2014年、関西テレビ）
- ユニバーサル・スタジオ・ジャパンでTKO（2014年 - 2016年、J:COM）アシスタント
- 森脇伝説（2014年 - 2018年、KBS京都、サンテレビ）ナレーション
- ラグビーのちから（2015年、サンテレビ）リポーター [14]
- RIDE＆DRIVE（2016年、BS12トゥエルビ）リポーター [15]
- 協同のチカラ 地域とともに 地域のために（2018年、KBS京都 他4局）リポーター [16]
- HITMON（2019年、関西テレビ）

#### 舞台
- こちらトゥルーロマンス株式会社（2019年、HEP HALL）徳永 役 [17]

#### ラジオ
- モリワキケンジビレッジ（ラジオ関西）
- ぬまっち専用らじお（ラジオ関西）
- RIDE＆DRIVE（ラジオ関西）
- CRK ミュージックヘッズ（2009年 - 2018年、ラジオ関西）曜日パーソナリティ

#### ネット配信
- おちゅーんLIVE!（2015年 - 、YouTube、ニコニコ生放送）

## 雑誌連載
- カスタムバーニング（2017年、造形社）コラム連載 [注 3]
- ガールズバイカー（2017年 - 2019年、造形社）ぴかるんばの走るんば [注 4]